# Steve Beuerlein
Steve Beuerlein (Hollywood, 7 de março de 1965) é um ex-jogador profissional de futebol americano estadunidense que foi campeão da temporada de 1992 da National Football League jogando pelo Dallas Cowboys.